# Hrabstwo Vernon (Missouri)
Hrabstwo Vernon (ang. Vernon County) – hrabstwo w zachodniej części stanu Missouri w Stanach Zjednoczonych. Obszar całkowity hrabstwa obejmuje powierzchnię 837,04 mil2 (2 168 km²). Według danych z 2010 r. hrabstwo miało 21 159 mieszkańców. Hrabstwo powstało 27 lutego 1855 roku i nosi imię pułkownika Milesa Vernona - senatora stanu Missouri oraz weterana bitwy pod Nowym Orleanem.

## Sąsiednie hrabstwa
- Hrabstwo Bates (północ)
- Hrabstwo St. Clair (północny wschód)
- Hrabstwo Cedar (wschód)
- Hrabstwo Barton (południe)
- Hrabstwo Crawford (Kansas) (południowy zachód)
- Hrabstwo Bourbon (Kansas) (zachód)
- Hrabstwo Linn (Kansas) (północny zachód)

## Miasta
- Bronaugh
- Nevada
- Schell City
- Sheldon
- Walker

## Wioski
- Deerfield
- Harwood
- Metz
- Milo
- Moundville
- Richards
- Stotesbury